# Acido perrenico
L'acido perrenico è una sostanza di formula Re2O7(OH2)2 (abbreviato con la formula bruta HReO4), ottenuto dalla soluzione dell'eptaossido di direnio in acqua. È un acido forte che produce sali poco solubili e cristallizzati, tra i quali il perrenato di potassio KReO4.